# Baureihe VT 08
Baureihe VT 08 – spalinowy zespół trakcyjny produkowany w latach 1952-1954 dla kolei zachodnioniemieckich. Wyprodukowano dwadzieścia zespołów wagonowych. Zostały wyprodukowane do ekspresowych pociągów pasażerskich na niezelektryfikowanych liniach kolejowych. Zespoły trakcyjne pomalowano na kolor czerwony. Wagony dodatkowo zostały wyposażone w komfortowe siedzenia pierwszej klasy. Jednostki dodatkowo eksploatowano na lokalnych liniach kolejowych w Nadrenii. Jedna jednostka została zachowana jako czynny eksponat zabytkowy.